# Picture Show
Picture Show est une compilation de clips du groupe The Cure sortie en VHS et Laserdisc le 23 juillet 1991. Elle sera éditée en DVD uniquement au Brésil en 2003.

Cette compilation fait suite à Staring At The Sea: The Images sortie en 1986 et couvre la période 1987-1990. Tous les clips sont réalisés par Tim Pope.

Entre les clips s'intercalent des scènes montrant des extraits de tournages ou d'interviews.

La musique du générique de fin est une version instrumentale du titre The Big Hand, inédit à ce moment-là. La version chantée apparaîtra en face B du single A Letter to Elise en 1992.

## Liste des clips
1. Why Can't I Be You? (Extended Mix)
2. Catch
3. Hot Hot Hot!!! (Extended Remix)
4. Just Like Heaven
5. Lullaby
6. Fascination Street
7. Lovesong
8. Pictures of You
9. Never Enough
10. Close to Me (Closer Mix)

## Certification
Picture Show est certifiée vidéo d'or aux États-Unis en mai 1993 pour 50 000 exemplaires vendus.